# Фаска, Гельмут
Ге́льмут Фа́ска (в.-луж. Helmut Faska, 8 апреля 1932 года, село Вуежк, Верхняя Лужица, Германия — 15 января 2024) — серболужицкий учёный-сорабист, лингвист и славист. Директор Серболужицкого института (1990—1992). Один из авторов «Серболужицкого лингвистического атласа» (Serbski rěčny atlas).

## Биография
Родился 8 апреля 1932 года в серболужицкой деревне Вуежк. После Второй мировой войны обучался в Чешской гимназии в Варнсдорфе. В 1951 году продолжил обучение в расширенной серболужицкой гимназии в Будишине. С 1953 года изучал славистику в Лейпцигском университете, по окончании которого продолжил своё обучение в Московском университете. С 1958 года работал младшим научным сотрудником в Институте серболужицкого народоведения (сегодня — Серболужицкий институт). В 1969 году избран председателем «Верхнелужицкой языковой комиссии». С 1988 года занимался научно-преподавательской деятельностью.
С 1965 по 1996 год совместно с Гельмутом Йеньчем и Фридо Михалком занимался изданием 15-томного «Серболужицкого языкового атласа». В 1981 году в сотрудничестве с Фридо Михалком написал академическое сочинение «Gramatika hornjoserbskeje spisowneje rěče přitomnosće. Morfologija». В 1984 году за свою научную деятельность удостоен премии имени Якуба Чишинского. В 1990—1992 годах директор Серболужицкого института.
Будучи членом Международной славянской комиссии, участвовал в работе над «Общеславянском лингвистическом атласе» (General Slavic Linguistic Atlas).
В 2003 году издал учебник верхнелужицкого языка «Pućnik po hornjoserbšćinje» (Путеводитель по верхнелужицкому языку), который стал основой стандартного методологического пособия для преподавателей верхнелужицкого языка.